# Grajvoron
Grajvoron (rusky Грайворон) je město v Bělgorodské oblasti v Ruské federaci. Při sčítání lidu v roce 2010 mělo přes šest tisíc obyvatel.

## Poloha a doprava
Grajvoron leží na levém břehu Vorskly, levého přítoku Dněpru. Od Bělgorodu, správního střediska oblasti, je vzdálen přibližně osmdesát kilometrů západně.
Nejbližší železniční stanicí ke Grajvoronu je deset kilometrů východně vzdálený Chotmyžsk, který leží na trati Brjansk–Lvog–Charkov.

## Dějiny
Grajvoron byl založen v roce 1678 jako obchodní středisko při ústí Grajvoronky do Vorskly. Původ názvu lze vystopovat k místnímu označení havrana nebo krkavce. V roce 1838 se stal Grajvoron městem.
Za druhé světové války byl Grajvoron dobyt 19. října 1941 německou armádou a jednotky Voroněžského frontu Rudé armády jej dobyly zpět v rámci třetí bitvy o Charkov 16. února 1943. Německá armáda jej znovu získala 13. března 1943 a Sověti jej konečně dobyli v rámci operace Vojevůdce Rumjancev 7. srpna 1943. 
V květnu 2023 pronikly z Ukrajiny do města protiputinovské ruské jednotky, které byly následně vytlačeny. Dne 21. března 2024 vyzval starosta Grajvoronu Gennadij Bondarev k evakuaci města v souvislosti s útoky, kterými město čelí v rámci ruské invaze na Ukrajinu.

### Rodáci
- Vladimir Grigorjevič Šuchov (1853–1939), inženýr a konstruktér
- Anatolij Kapitonovič Boldyrev (1883–1946), geolog a mineralog